# Katsuko Saruhashi
Katsuko Saruhashi (猿橋 勝子, Saruhashi Katsuko, 22 de março de 1920 – 29 de setembro de 2007) foi uma geoquímica que fez algumas das primeiras medições de níveis dióxido de carbono (CO2) em água do mar e, posteriormente, mostrou evidências dos riscos da radioatividade na água do mar e na atmosfera.

## Educação e vida profissional
Saruhashi nasceu em Tóquio e formou-se no Colégio Imperial de Ciências para Mulheres (antecessor da Universidade de Toho), em 1943. Em seguida, ela se juntou ao Instituto Meteorológico de Pesquisa, pertencente ao Observatório Central de Meteorologia (mais tarde a Agência Meteorológica do Japão), e trabalhou em seu Laboratório de Geoquímica. Em 1950, ela começou a estudar níveis de CO2 na água do mar. Naquele tempo, níveis de CO2 não eram reconhecidos como importantes e Saruhashi teve de desenvolver seus próprios métodos para a medição.
Ela obteve seu doutorado em química, em 1957, da Universidade de Tóquio, tornando-se a primeira mulher a fazê-lo.

## Resultados de testes nucleares no Atol de Bikini
Após os testes nucleares no Atol de Bikini, em 1954, o governo japonês pediu ao Laboratório de Geoquímica para analisar e monitorar a radioatividade na água do mar e nas chuvas no local. Saruhashi descobriu que demorou um ano e meio para que a radioatividade alcançasse a água do mar do Japão.
Em 1964, os níveis de radiação mostraram que no Pacífico oriental e ocidental, a água tinha se misturado completamente e, por volta de 1969, os vestígios de radioatividade haviam se espalhado pelo oceano. Foi uma das primeiras pesquisas que mostraram como os efeitos da chuva se espalham por todo o mundo, e não apenas afetam a área imediata. Mais tarde, nos anos 1970 e 1980, ela voltou sua atenção para estudar a chuva ácida e os seus efeitos.

## Morte
Saruhashi morreu em 29 de setembro de 2007 de pneumonia em sua casa, em Tóquio. Ela tinha 87 anos.

## Prêmios e distinções
- 1958 - estabeleceu a Sociedade de Mulheres Cientistas Japonesas para promover a presença da mulher nas ciências e contribuir para a paz mundial.[3]
- 1979 - nomeada diretora executiva do Laboratório de Geoquímica.
- 1980 - primeira mulher eleita para o Conselho de Ciência do Japão.
- 1981 - ganhou a Prêmio Especial Avon para as Mulheres, por investigar os usos pacíficos da energia nuclear e elevar o status das mulheres cientistas.
- 1981 - estabeleceu o Prêmio Saruhashi dado anualmente para uma mulher cientista, que serve como um modelo para mulheres jovens cientistas.
- 1985 - primeira mulher a ganhar o Prêmio Miyake de Qeoquímica.
- 1993 - ganhou o Prêmio Tanaka da Sociedade das Ciências da Água do Mar.

Saruhashi foi um membro honorário da Sociedade Geoquímica do Japão e da Sociedade das Condições Oceanográficas da do Japão.

## Citação
"Há muitas mulheres que têm a capacidade de se tornar grandes cientistas. Eu gostaria de ver o dia em que as mulheres puderem contribuir para a ciência, e a tecnologia em pé de igualdade com os homens."